# تجن
تجن (به انگلیسی: Tejen) یک واحه شهر در شهرستان تجن در بیابان قره‌قوم در استان آخال ترکمنستان است.
این شهر در ۲۲۳ کیلومتری جنوب خاوری عشق آباد میان شهرهای مرو و دوشک جای گرفته‌است و جمعیت آن در حدود ۵۲٬۰۰۰ نفر است.

## تاریخچه
در سال ۱۸۸۳ و در جریان اشغال ترکستان توسط روسیه زیر سلطهٔ امپراتوری روسیه تزاری قرار گرفت. در سال ۱۹۱۶ و هنگام شورش مردم ترکمن علیه سلطهٔ روسیه این شهر به عنوان خاستگاه اعتراضها شناخته می‌شد
تا پیش از ۹ نوامبر ۲۰۲۲، شهر تجن، شهر مستقل از شهرستان (به ترکمنی: etrap hukukly şäheri، اتراپ حوُقوُقلیٛ شأهری) بود. اما در این تاریخ، در حکم ریاست جمهوری، این شهر استقلال خویش را از دست داد و به تابعیت شهرستان تجن در آمد.

## نشان شهری
این شهر شامل چرمن اهون مسجد و هتل تجن است.

## حیات وحش
این شهر در منطقه‌ای بوده که پیشتر زیستگاه ببر مازندران بوده‌است.

## ترابری
این شهر در مسیر راه‌آهن آسیای میانه جای گرفته و در سال ۱۹۹۶ با یک خط جدید به مشهد در ایران پیوست.